# الساق (نجم)
أو دلتا الدلو Delta Aquarii له اسم تقليدي Skat مشتق من الاسم العربي. وهو نجم في كوكبة الدلو .
يعتقد أن الساق عضو في مجموعة الدب الأكبر المتحركة. يملك الساق قدر ظاهري 3.269 ويبعد عن الأرض 160 سنة ضوئية.

## خصائص
خيوط طيفه تطابق التصنيف النجمي من A3 V مما يشير على انه نجم من نوع-A من النسق الأساسي يولد طاقة من خلال الاندماج النووي للهيدروجين في نواته. لديه ضعف كتلة الشمس و 2.4 من نصف قطرها . و يشع 26 مرة أكثر من الشمس، غلافه الخارجي عند درجة حرارة فعالة نحو 9000 كلفن تعطيه لون ابيض مميزة، يمتلك النجم سرعة دوران عالية نسبيا تصل إلى 81 كم ثا−1
النجم لا يبعث إشارة قوية للأشعة تحت الحمراء التي قد تدل على وجود المادة حوله . يقدر عمر نجم الساق ب 500 مليون سنة ومن المحتمل انه عضوا في مجموعة الدب الأكبر المتحركة .